# Ben Venue
Ben Venue är ett berg i Storbritannien.   Det ligger i kommunen Stirling och riksdelen Skottland, i den nordvästra delen av landet, 600 km nordväst om huvudstaden London. Toppen på Ben Venue är 727 meter över havet, eller 531 meter över den omgivande terrängen. Bredden vid basen är 9,7 km.
Terrängen runt Ben Venue är huvudsakligen kuperad.Runt Ben Venue är det glesbefolkat, med 10 invånare per kvadratkilometer. Närmaste större samhälle är Callander, 14,7 km öster om Ben Venue. I omgivningarna runt Ben Venue växer i huvudsak blandskog.